# Enslavement of Beauty
Az Enslavement of Beauty egy szimfonikus black metal együttes Norvégiából. 1995 januárjában alakult, alapító tagjai: Ole Alexander Myrholt (vokál, dalszöveg) és Tony Eugene Tunheim (gitárok, komponálás). A következő évek anyagok felvételével, és a kifejezésmód fejlesztésével telt. 1998 nyarán felvették a Devilry & Temptation című demót. 1999-ben pedig kiadták a Traces O'Red című albumot, amely igen pozitív fogadtatásban részesült. 2000 novemberében visszatértek a stúdióba, hogy felvegyék következő nagylemezüket, a Megalomaniát, amelynek elkészítésében már Asgeir Mickelson (Borknagar/Spiral Architect) és Hans-Aage Holmen is részt vett. 2007-ben kiadták a jelenleg legutóbbi albumukat, Mere Contemplationst. Zenéjük még mindig igen melankolikus, erős klasszikus zenei behatással, de kifejezetten heavy metal hangzással. Dalszövegeikre befolyást gyakorolnak William Shakespeare és Marquis De Sade munkái.

## Albumok
- Traces O' Red (1999)
- Megalomania (2001)
- Mere Contemplations (2007)
- The Perdition (EP) (2008)